# Массовое убийство в Порт-Артуре
Массовое убийство в Порт-Артуре (англ. Port Arthur massacre) — события 28 апреля 1996 года, произошедшие в Порт-Артуре (штат Тасмания, Австралия), в результате которых погибло 35 человек и ранено 22.
События в Порт-Артуре считаются самым массовым убийством в истории Австралии и одним из самых массовых убийств в мире, а по отношению убитых к общей численности населённого пункта (около 200 человек) — рекордным.
Это нападение также привело к фундаментальным изменениям в австралийском законодательстве об оружии.
Мартин Брайант, 28-летний уроженец Ньютауна, вечером зашёл в кафе, среди посетителей которого было и много туристов, достал автомат AR-15 с оптическим прицелом из большой сумки и открыл прицельный огонь по посетителям кафе. Далее он уничтожил автомат AR-15 с помощью набитого порохом холостого патрона и открыл огонь из винтовки L1A1. Также у него было автоматическое ружьё Daewoo USAS-12, которым он не воспользовался. На своём автомобиле он приехал в Порт-Артур, убил несколько человек на дороге и в их домах. В итоге погибло несколько десятков человек в возрасте от 3 до 70 лет (часть — на месте, часть — позже), 23 человека выжило, получив ранения. Большинство убитых погибли от попадания в голову. Некоторых из убитых он знал. Потом он забаррикадировался в одном из домов и держал оборону от полицейских на протяжении ночи, грозя оружием всем, кто пытался проникнуть туда, и даже обстреливал вертолёты. В переговорах он требовал предоставить ему вертолёт, который доставит его к самолёту. В качестве «заложника» у него была мёртвая женщина, но полиция не знала, что она мертва. К концу развязки Брайант пытался поджечь дом, уничтожив улики, но на нём загорелась одежда, после чего он был задержан.
На суде Мартин Брайант (IQ 66, людей с таким IQ относят к умственно отсталым) заявил о своей невиновности, но в ноябре 1996 года он получил 35 пожизненных заключений (по одному за каждого погибшего) и, по разным источникам, дополнительно от 700 до 1000 лет за прочие преступления.
В тюрьме Мартин Брайант предпринял несколько попыток самоубийства. В конце концов, он был изолирован и находится под индивидуальным контролем. Убийца тридцати пяти человек постоянно получает множество писем, в основном от женщин, но, по сообщению охранников, никогда их не читает.
Кафе со времени убийства разрушено и не функционирует.

## Предыстория

### Расположение
Резня произошла в историческом месте Порт-Артур, которое находится на полуострове Тасман в юго-восточной части Тасмании, Австралия. Это место известно своей бывшей тюремной колонией, которая была основана в 1830-х годах и действовала до 1877 года. Тюрьма была предназначена для содержания самых закоренелых и опасных преступников Австралии и была известна своими жестокими и бесчеловечными условиями.
Сегодня историческое место Порт-Артура - популярный туристический объект, привлекающий тысячи посетителей каждый год. Считается, что он является важной частью истории Тасмании и был сохранен для того, чтобы посетители могли понять, какой была жизнь осужденных, которых туда отправляли. Здесь находится ряд зданий и сооружений, включая тюрьму, сторожевые башни и церковь. Все они позволяют посетителям взглянуть на жизнь заключенных и охранников, которые здесь жили и работали.
Учитывая историческое значение Порт-Артура и его популярность как туристического объекта, считалось, что Порт-Артур — маловероятное место для массового расстрела. Нападение вызвало шок во всей Австралии и мире, поскольку оно разрушило мирный и идиллический образ Тасмании и подняло вопросы о контроле за оружием и политике в области психического здоровья в Австралии.

### Преступник
Мартин Брайант был виновником бойни в Порт-Артуре, которая унесла жизни 35 человек и оставила еще 23 раненых. Брайант родился в 1967 году в Тасмании, и у него было трудное воспитание. В раннем возрасте у него диагностировали отклонения в развитии, и он испытывал трудности с социальным взаимодействием и общением.
В 1992 году Брайант унаследовал от подруги значительную сумму денег, которую он использовал для многочисленных путешествий по миру. Однако, несмотря на обретенное богатство и опыт путешествий, Брайант, как говорят, был одиночкой и имел мало друзей.
Психическое здоровье Брайанта начало ухудшаться в месяцы, предшествовавшие массовому убийству. Он становился все более параноидальным и чувствовал, что люди сговорились против него. Он также стал более изолированным и обратился к алкоголю, чтобы справиться со своими чувствами.
Считается, что Брайант начал планировать нападение на Порт-Артур за несколько недель до самого события. Он приобрел оружие и боеприпасы легально и не вызывая подозрений, используя свое наследство для финансирования покупок. 28 апреля 1996 года Брайант приехал в Порт-Артур и начал стрельбу, которая продолжалась несколько часов.
После расправы Брайант был схвачен полицией и позже признал себя виновным по 35 пунктам обвинения в убийстве и 23 пунктам обвинения в покушении на убийство. Он был приговорен к пожизненному заключению без возможности условно-досрочного освобождения и остается в тюрьме по сей день.
Бойня в Порт-Артуре оказала глубокое влияние на Австралию и привела к значительным изменениям в законах страны о контроле за оружием.

### Мотивация
Мотивы Брайанта для совершения убийства в Порт-Артуре остаются предметом многочисленных споров и домыслов. Одним из предполагаемых мотивов был его гнев и обида на Дэвида и Ноэлин Мартин, которые приобрели участок под названием Seascape, которым интересовался отец Брайанта. Брайант считал, что Мартины намеренно купили недвижимость, чтобы навредить его семье, и это, как сообщается, подогревало его гнев по отношению к ним.
Также считается, что своими действиями Брайант стремился к дурной славе. В месяцы, предшествовавшие резне, он становился все более замкнутым и, как сообщается, выразил желание прославиться. Его адвокат позже рассказал в телевизионном интервью, что Брайант выразил заинтересованность в том, чтобы стать знаменитым, и был впечатлен количеством убитых им людей.
Поведение Брайанта после убийства также указывает на то, что он, возможно, искал внимания и известности. Он неоднократно спрашивал, сколько людей он убил, и, казалось, получал удовольствие от того внимания, которое нападение привлекло к себе в СМИ.
Несмотря на эти предположения, мотивы Брайанта остаются неясными, и он не высказывался публично ни о нападении, ни о причинах его совершения. Кроме того, проблемы с психическим здоровьем, вероятно, сыграли значительную роль в его действиях, и у него был диагностирован целый ряд психических заболеваний, включая синдром Аспергера, депрессию и тревожность.

### Контроль оружия перед нападением
До бойни в Порт-Артуре в Австралии действовало множество законов об оружии, которые существенно различались в разных штатах. Контроль за оружием в основном находился в ведении отдельных штатов, единой национальной системы не существовало. Такой лоскутный подход к контролю за оружием означал, что во многих частях страны огнестрельное оружие было относительно легко достать, а ограничений на виды оружия, которым можно было владеть, было немного.
Однако уровень насилия с применением огнестрельного оружия в Австралии вызывал все большую озабоченность, особенно после нескольких громких массовых расстрелов. В ответ на эти опасения в 1987 году был проведен национальный оружейный саммит, на котором обсуждались возможные реформы законов об оружии. Однако на саммите не удалось добиться значительных изменений, и контроль над оружием остался в основном вопросом, зависящим от штатов.
В годы, предшествовавшие бойне в Порт-Артуре, в Австралии неоднократно звучали призывы к ужесточению законов о контроле за оружием. После двух массовых расстрелов в Мельбурн в начале 1996 года премьер-министр Нового Южного Уэльса Барри Унсворт знаменито заявил, что "потребуется массовое убийство в Тасмании, прежде чем мы добьемся реформы оружейного дела в Австралии". Это заявление оказалось трагически пророческим, когда всего несколько месяцев спустя произошла бойня в Порт-Артуре.
Несмотря на участившиеся призывы к контролю над оружием, Тасмания сопротивлялась предыдущим попыткам ввести более строгие законы. В 1995 году на встрече министров полиции в Лонсестоне был представлен новый свод законов об оружии. Однако Тасмания отвергла эти законы, и они так и не были приняты.
После бойни в Порт-Артуре общественность широко возмущалась и оказывала давление на правительство с целью заставить его принять меры по контролю за оружием. Это привело к значительным изменениям в законах об оружии как на уровне штата, так и на федеральном уровне, включая запрет на продажу и владение полуавтоматическим оружием, а также ужесточение требований к лицензированию и проверке биографических данных владельцев оружия. Эти реформы, по общему мнению, успешно способствовали снижению уровня насилия с применением огнестрельного оружия в Австралии.

## Атаки

### Фон
В день массового убийства Мартин Брайант покинул свой участок в Сискейпе и поехал в сторону Порт-Артура, взяв ключи от участков в Сискейпе и заперев двери. По дороге он остановился возле машины, которая остановилась из-за перегрева, и поговорил с двумя людьми, предложив им позже зайти в кафе Порт-Артура и выпить кофе.
Затем Брайант продолжил движение в сторону участка на Палмерс Лукаут Роуд, принадлежащего Дэвиду и Ноэлин Мартин. По дороге он встретил Роджера Ларнера, с которым встречался в некоторых случаях более 15 лет назад. Брайант рассказал Ларнеру, что он был серфером, купил поместье под названием Фогг Лодж и теперь хочет купить у Ларнера скот. Брайант также сделал несколько замечаний о покупке соседнего дома Мартинов.
Брайант спросил, дома ли Мэриан Ларнер, жена Роджера, и попросил продолжить путь по подъездной дорожке фермы, чтобы увидеть ее. Ларнер разрешил ему это сделать, но также решил сопровождать Брайанта. Однако Брайант ответил, что сначала он может пойти к Нубине и вернется после обеда.
Затем Брайант направился в поместье Seascape Martin, где он убил Дэвида и Ноэлин Мартин, первых жертв резни, в какой-то момент в течение 12 часов до нападения на Порт-Артур. Пара остановилась в Сискейпе, и Брайант встретил их снаружи. Когда они спросили, могут ли они осмотреть участок, Брайант сказал им, что не может, потому что его родителей нет дома, а его девушка находится внутри. Его поведение было описано как довольно грубое, и пара почувствовала себя неловко. Они ушли примерно в 12:35 дня.
События того дня были собраны воедино после полицейского расследования и представлены в суде 19 ноября 1996 года.

### Историческое место Порт-Артура

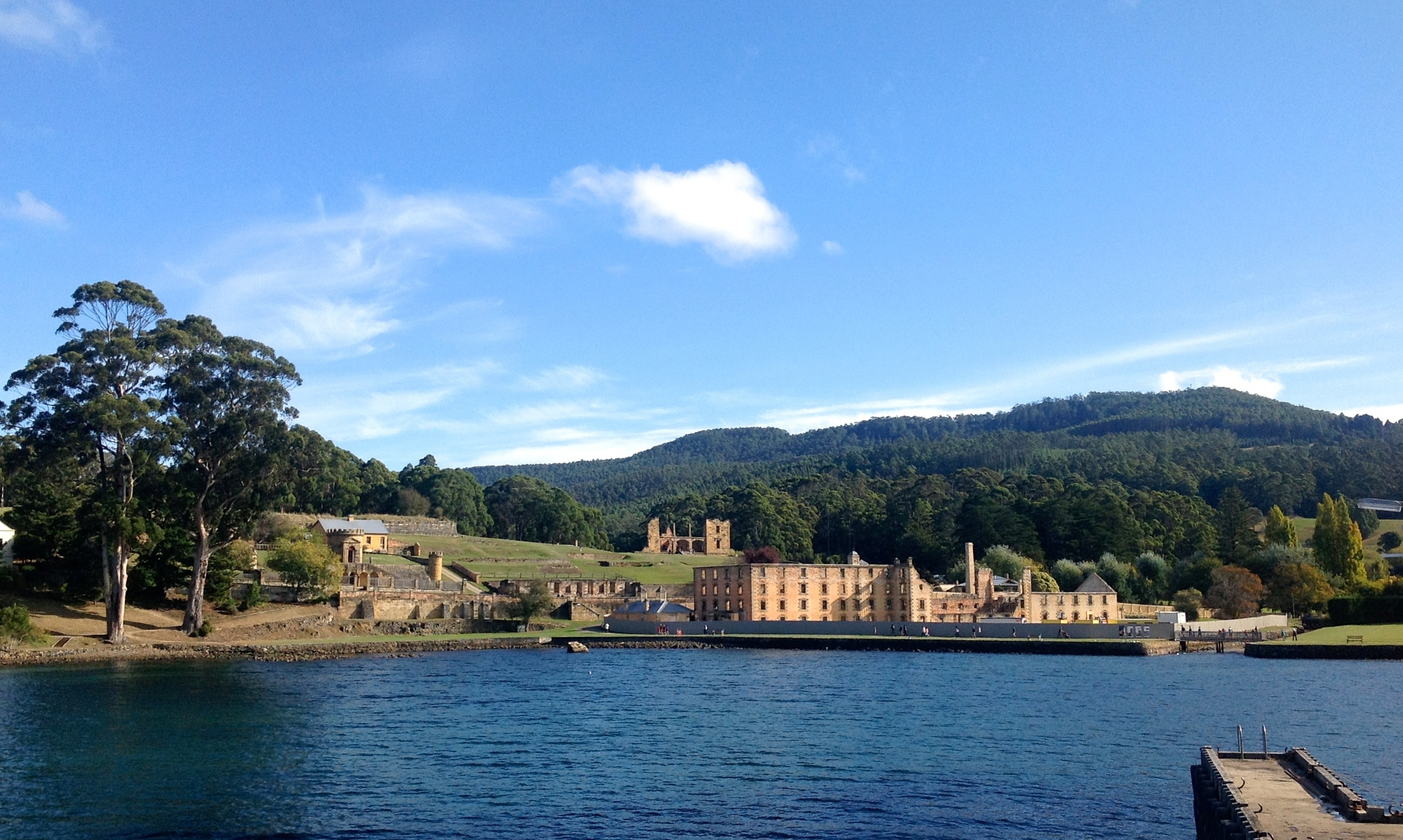
Это залив Порт-Артура, именно здесь произошло большинство убийств.

Примерно в 13:10 Брайант прибыл в исторический центр Порт-Артура и заплатил за вход. Он припарковал свой автомобиль у кромки воды, рядом с кафе Broad Arrow, и попытался войти в кафе со спортивной сумкой и видеокамерой. Однако менеджер по безопасности сказал ему припарковаться к другим машинам, так как эта зона была зарезервирована для фургонов. Брайант переставил свою машину в другое место, а затем вернулся в кафе, где купил еду и съел ее на открытой террасе.
Брайант выглядел нервным и пытался завязать разговор с людьми об отсутствии ос в этом районе и о том, что здесь не так много японских туристов, как обычно. Он "довольно регулярно" оглядывался назад на парковку и в кафе, что привлекло внимание некоторых людей в этом районе. Однако в то время никто не заподозрил его в чем-то необычном.

### Убийства в кафеBroad Arrow

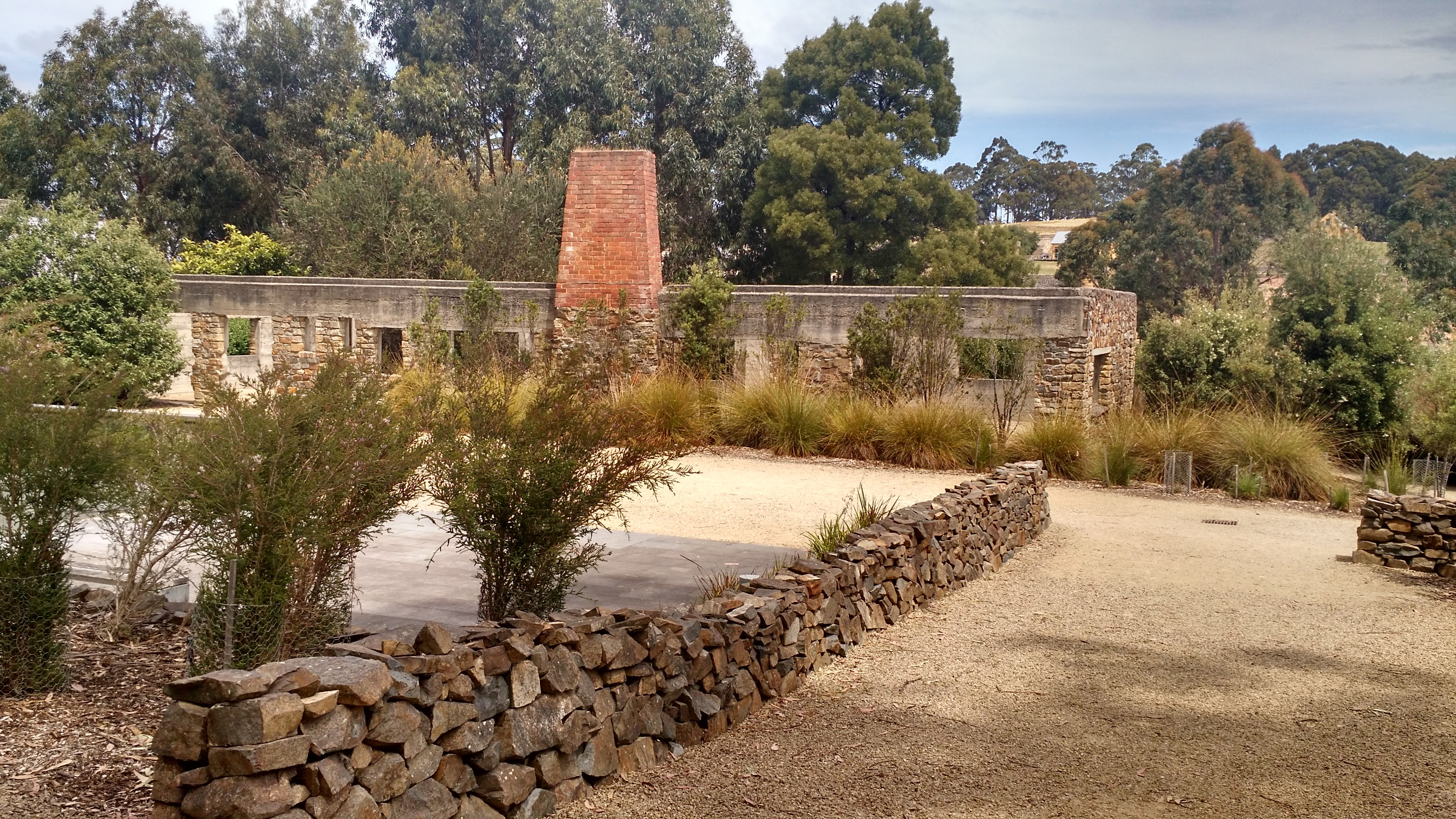
Кафе, где произошли убийства.

В день стрельбы в кафе Broad Arrow было особенно много посетителей, ожидавших следующего парома. Мартин Брайант вошел в небольшое кафе с винтовкой и, направив её на столик рядом с собой, смертельно ранил двух посетителей из Малайзии, Мох Йи Нг и Су Ленг Чунг. Затем он выстрелил в Мика Сарджента, задев его скальп и повалив его на пол, а затем смертельно ранил в затылок подругу Сарджента, 21-летнюю Кейт Элизабет Скотт.
Джейсон Уинтер, 28-летний новозеландский винодел, помогал занятому персоналу кафе. Когда Брайант повернулся к жене Уинтера Джоанне и их 15-месячному сыну Митчеллу, Уинтер бросил в Брайанта сервировочный поднос, пытаясь отвлечь его. Отец Джоанны Уинтер толкнул дочь и внука на пол и под стол.
Сорокачетырёхлетний Энтони Найтингейл встал после первых выстрелов и закричал "Нет, не здесь!", когда Брайант направил на него оружие. После этого Найтингейл был смертельно ранен в шею и позвоночник.
Брайант произвел один выстрел, убив Кевина Винсента Шарпа, 68 лет, а затем произвел еще один выстрел в Уолтера Беннета, 66 лет, который прошёл через его тело и попал в Раймонда Джона Шарпа, 67 лет, брата Кевина Шарпа, убив обоих. Все трое стояли спиной к Брайанту и не понимали, что происходит. Джеральд Брум, Гей Фидлер и ее муж Джон Фидли были поражены осколками пуль, но остались живы.
Затем Брайант повернулся к Тони и Саре Кистан и Эндрю Миллсу. Тельма Уокер и Памела Лоу были ранены осколками, после чего их оттащил на землю их друг, Питер Кроссуэлл, когда все трое укрылись под столом. Также осколками от этих выстрелов была ранена Патрисия Баркер.
Брайант отошел на несколько метров и начал стрелять по столу, за которым сидели Грэм Колайер, Кэролин Лафтон и ее дочь Сара. Колайер был ранен в челюсть, а Сара Лафтон была смертельно ранена в голову, когда она побежала к своей матери, перемещавшейся между столиками. Кэролин Лафтон бросилась на свою дочь, но была ранена в спину, при этом ее барабанная перепонка разорвалась от взрыва дула пистолета, прозвучавшего рядом с ее ухом.
Затем Брайант развернулся и смертельно ранил Мервина Ховарда. Пуля прошла сквозь него, через окно кафе и попала в столик на внешнем балконе. Затем он смертельно ранил жену Мервина Ховарда, Мэри Ховард, в голову и шею.
Брайант находился возле выхода, препятствуя попыткам других людей пробежать мимо него и скрыться. Он двинулся через кафе в сторону сувенирного магазина, и в этот момент встал Роберт Эллиотт. Эллиотт был ранен в руку и голову, но выжил после ранения.
С момента первого выстрела все эти события заняли примерно пятнадцать секунд, в течение которых Брайант произвел семнадцать выстрелов, убил двенадцать человек и ранил еще десять.

### Убийства в сувенирном магазине
После убийств в кафе Broad Arrow Брайант направился в сувенирный магазин исторического комплекса Порт-Артура. Многие люди использовали это время, чтобы спрятаться под столами и за витринами, но Брайант продолжал свою стрельбу. Он смертельно ранил двух местных жительниц, работавших в сувенирном магазине, 17-летнюю Николь Берджесс в голову и 26-летнюю Элизабет Ховард в руку и грудь.
Несколько человек успели спрятаться за гессиновой (рогожной) сеткой, в том числе Корали Левер и Вера Джари. Однако муж Левер Деннис был смертельно ранен в голову. Полин Мастерс, муж Веры Джери Рон, Питер и Кэролин Нэш попытались выбраться через запертую дверь, но не смогли ее открыть. Питер Нэш лег сверху на свою жену, чтобы спрятать ее от стрелка, а Гвен Неандер, пытавшаяся добраться до двери, была ранена в голову и убита.
Брайант заметил движение в кафе и двинулся к входной двери. Он выстрелил в стол и попал в ягодицу прятавшемуся под ним Питеру Кроссуэллу. Джейсон Уинтер, который прятался в сувенирном магазине, подумал, что Брайант покинул здание, и сделал замечание об этом людям рядом с ним, прежде чем выйти на улицу. Брайант увидел его и выстрелил в него, причем Уинтер воскликнул «Нет, нет» незадолго до попадания. Пули попали ему в руку, шею и грудь, после чего он был смертельно ранен в голову. Осколки от этих выстрелов попали в американского туриста Денниса Олсона, который прятался вместе со своей женой Мэри и Уинтером. Олсон получил осколочные ранения руки, головы, глаза и груди, но остался жив.
На данный момент неясно, что произошло дальше, хотя в какой-то момент Брайант перезарядил оружие. Он вернулся в кафе, а затем вернулся в сувенирный магазин, где смертельно ранил Рональда Джери, Питера Нэша и Полин Мастерс. Он не видел Кэролин Нэш, которая лежала под своим мужем. Брайант направил пистолет на неизвестного мужчину азиатской внешности, но магазин винтовки был пуст. Затем Брайант перешел к прилавку сувенирного магазина, где перезарядил винтовку, оставив пустой магазин на прилавке, после чего покинул здание.
В общей сложности Брайант произвел двадцать девять выстрелов в кафе и магазине подарков, убив двадцать человек и ранив еще двенадцать.

### Убийства на стоянке
На территории автостоянки Брайант продолжил стрелять во всех, кто попадался ему на пути. Сначала он выстрелил в спину Ройсу Томпсону, одному из водителей автобуса, когда тот двигался вдоль пассажирской части автобуса. Томпсон упал на землю и попытался заползти под автобус, но позже скончался от полученных ран.
Когда Бриджид Кук пыталась увести людей в укрытие, Брайант двинулся к передней части автобуса и выстрелил ей в правое бедро, в результате чего кость раздробилась и пуля застряла там. Затем Брайант быстро обошёл другой автобус и выстрелил в группу людей, пытавшихся спрятаться. Уинифред Эплин, пытавшаяся укрыться за другим автобусом, была смертельно ранена в бок. Ивонн Локли была ранена пулей в щеку, но ей удалось войти в один из автобусов и спрятаться, пережив нападение.
Несколько человек попытались уйти со стоянки в сторону причала, но их предупредили, что Брайант направляется в ту сторону. Они вернулись обратно к автобусам, туда, где была застрелена Бриджид Кук. Затем Брайант двинулся туда, где Джанет и Невилл Куин, владевшие парком дикой природы на восточном побережье Тасмании, начали отходить от автобусов. Брайант выстрелил Джанет Куин в спину, где она упала рядом с Ройсом Томпсоном, не в силах двигаться.
Брайант продолжал стрелять вдоль автостоянки, пока люди пытались убежать вдоль берега. Даг Хатчинсон пытался забраться в автобус, когда ему выстрелили в руку. Затем Брайант вернулся к своей машине, которая стояла недалеко от автобусов, и поменял оружие на самозарядную винтовку.
Он вернулся к автобусам, где лежала Джанет Куин, раненая в результате предыдущего выстрела, и смертельно ранил ее в спину. Затем Брайант вошел в один из автобусов и смертельно ранил Эльву Гейлард в руку и грудь. Гордон Фрэнсис, который видел, что произошло, попытался закрыть дверь автобуса, в котором он находился, но Брайант, находясь в противоположном автобусе, подстрелил его. Фрэнсис выжил, но ему потребовалось четыре серьёзные операции.
Невилл Куин, сбежавший в район причала, вернулся, чтобы найти свою жену, и Брайант преследовал его вокруг автобуса. Брайант выстрелил в него не менее двух раз, пока Куин не забежал в автобус. Брайант вошел в автобус и направил оружие в лицо Невиллу Куину, сказав: «От меня никто не уйдет». Куин пригнулся, когда понял, что Брайант собирается нажать на курок. Пуля прошла мимо его головы, на мгновение парализовав его.

### Убийства в пункте взимания платы и угон автомобилей
После убийства нескольких человек в кафе, сувенирном магазине и на стоянке, Брайант покинул место преступления, он вернулся в машину и поехал в сторону платной стоянки у въезда в историческое место Порт-Артура.
Подъехав к пункту оплаты, он увидел Нанетт Микак и двух ее маленьких детей, Маделин и Аланну, бегущих по дороге. Микак несла на руках Маделин, которой было всего три года, а Аланна бежала чуть впереди. Брайант открыл свою дверь и затормозил, и Микац двинулась к машине, видимо, думая, что он предлагает помощь. Но как только она подошла достаточно близко, Брайант вышел из машины и приказал ей встать на колени.
По словам свидетелей, Микач умоляла сохранить ей жизнь и просила Брайанта не причинять вреда ее детям. Но он не проявил милосердия и смертельно ранил ее выстрелом в висок, а также двух ее маленьких дочерей. Это был ужасный и бессмысленный акт насилия, который погрузил всю нацию в шок и траур.
Затем Брайант подъехал к пункту взимания платы за проезд, где стояло несколько автомобилей, ожидавших оплаты. Одним из них был BMW 7 серии 1980 года, принадлежащий Мэри Роуз Никсон, с водителем Расселом Джеймсом Поллардом и пассажирами Элен и Робертом Грэмом Зальцманами внутри. Когда Брайант подошел к BMW, между ним и Робертом Зальцманом возник спор, Брайант достал винтовку и смертельно ранил его. Поллард вышел из машины и направился к Брайанту, после чего был смертельно ранен в грудь. Затем Брайант пересел в BMW и смертельно ранил Никсона и Элен Зальцманн, после чего вытащил их из машины.
После убийства Брайант перенёс боеприпасы, наручники, винтовку AR-15 и контейнер с топливом в BMW. Затем он отогнал машину от пункта взимания платы за проезд, оставляя за собой следы разрушений и смерти. Затем к будке подъехала другая машина, и Брайант выстрелил по ней, но пассажирам удалось скрыться, не получив ранений.
Убийства и угон автомобилей в пунктах взимания дорожных сборов были названы одними из самых шокирующих и бессмысленных актов насилия в истории Австралии. Они унесли жизни шести человек, включая трех маленьких детей, и потрясли всю страну.

### Убийство и похищение на станции технического обслуживания
Убийство и похищение на станции техобслуживания - еще одно деяние, совершенное Мартином Брайантом во время бойни в Порт-Артуре. После убийства на платной автостоянке Брайант поехал на близлежащую станцию техобслуживания, где столкнулся с Гленом Пирсом и его подругой Зои Холл в белой Toyota Corolla. Брайант подрезал машину, когда она пыталась выехать на шоссе, и быстро вышел из своего автомобиля с винтовкой в руках. Затем он попытался вытащить Холл из машины, но Гленн вышел из машины и подошел к Брайанту.
Брайант направил пистолет на Гленна и толкнул его назад, в итоге направив его в открытый багажник BMW, заперев Гленна внутри.
Затем Брайант пересел на пассажирскую сторону Corolla, когда Холл попытался перелезть на водительское сиденье. Брайант поднял винтовку и произвел три выстрела, убив ее.

### Морской Пейзаж Проезжая Часть
Днем 28 апреля 1996 года, когда Мартин Брайант ехал по Сискейпской дороге, он продолжил свою серию стрельбы, целясь в невинных прохожих. Брайант открыл огонь по идущему навстречу красному Ford Falcon, разбив его переднее ветровое стекло. Доехав до Сискейпа, Брайант вышел из машины, и к нему подъехал полноприводный автомобиль Holden Frontera. Обитатели автомобиля увидели Брайанта с ружьем, но посчитали, что он охотится на кроликов, и притормозили, проезжая мимо него. Однако Брайант выстрелил в машину, разбив стекла, и ранил в руку водителя Линду Уайт.
По дороге ехала другая машина, в которой находились четыре человека. Они не осознавали, что у Брайанта был пистолет, пока не оказались почти рядом с ним. Тогда Брайант выстрелил по машине, разбив ветровое стекло, а Дуглас Хорнер был ранен осколками ветрового стекла. Машина продолжила движение, но Уайт и Вандерс попытались сесть в нее. Хорнер не понимал ситуации и ехал дальше. Когда они увидели, что Уайт был ранен, они вернулись и забрали их. Затем все они отправились в местное заведение под названием Fox and Hounds Inn, где вызвали полицию.
Когда Брайант продолжал бесчинствовать, мимо проезжала еще одна машина, и он выстрелил в нее, попав в руку пассажиру, Сьюзан Уильямс. Водитель, Саймон Уильямс, был ранен осколками.
В какой-то момент после остановки Брайант вытащил Гленна Пирса из багажника машины и приковал его наручниками к перилам лестницы в доме. Он также поджег BMW. Инцидент в Сискейпе ознаменовал конец серии убийств Брайанта. В течение следующих 18 часов он оставался в доме и вел переговоры с полицией, после чего окончательно сдался. В общей сложности Брайант убил 35 человек и ранил еще 23 человека в ходе бойни в Порт-Артуре, одной из самых смертоносных массовых расстрелов в современной истории.

### Захват
Утром 29 апреля 1996 года в гостевом домике в Seascape, где укрывался Брайант, вспыхнул пожар. Считается, что пожар устроил сам Брайант. На место происшествия прибыла Тасманийская группа специальных операций (SOG), и началось противостояние. Переговоры с Брайантом продолжались несколько часов, но в конце концов SOG ворвалась в дом, используя отвлекающий взрыв и слезоточивый газ.
Во время противостояния было обнаружено, что Гленн Пирс, похищенный Брайантом, был застрелен либо во время противостояния, либо до него. Останки Мартинов также были найдены на месте преступления, в результате чего общее число погибших достигло 35 человек.
Брайант был задержан и взят под стражу. Позже он был признан виновным в 35 убийствах и приговорен к 35 пожизненным срокам без возможности условно-досрочного освобождения, а также к 1035 годам заключения за другие преступления, совершенные им во время стрельбы. В настоящее время он отбывает наказание в психиатрическом отделении тюрьмы Рисдон в Тасмании. Бойня в Порт-Артуре остается одним из самых смертоносных массовых расстрелов в современной истории и оказала глубокое влияние на законы об оружии в Австралии, что привело к введению более строгих мер контроля за оружием.

## Жертвы нападения
Во время нападения погибло 35 человек, в том числе:
| - Уинифред Джойс Эплин, 58 лет - Уолтер Джон Беннетт, 66 - Николь Луиза Берджесс, 17 лет - Су Ленг Чунг, 32 года - Эльва Ронда Гейлард, 48 лет - Зои Энн Холл, 28 лет - Элизабет Джейн Ховард, 26 лет - Мэри Элизабет Ховард, 57 лет - Мервин Джон Ховард, 55 лет - Рональд Ноэль Джари, 71 год - Тони Вадивелу Кистан, 51 год - Лесли Деннис Левер, 53 года | - Сара Кейт Лафтон, 15 лет - Дэвид Мартин, 72 года - Ноэлин "Салли" Джойс Мартин, 69 лет - Полин Вирджана Мастерс, 49 лет - Аланна Луиза Микак, 6 лет - Маделин Грейс Микак, 3 года - Нанетт Патриция Микак, 36 лет - Эндрю Брюс Миллс, 39 лет - Питер Брентон Нэш, 32 года - Гвенда Джоан Неандер, 67 лет - Уильям Ксинг Нг, 48 лет - Энтони Найтингейл, 44 года | - Мэри Роуз Никсон, 60 лет - Гленн Рой Пирс, 35 лет - Рассел Джеймс Поллард, 72 года - Джанетт Кэтлин Куин, 50 лет - Элен Мария Зальцманн, 50 лет - Роберт Грэм Зальцманн, 57 лет - Кейт Элизабет Скотт, 21 год - Кевин Винсент Шарп, 68 лет - Раймонд Джон Шарп, 67 лет - Ройс Уильям Томпсон, 59 лет - Джейсон Бернард Уинтер, 29 лет |

## Послесловие
После событий в Порт-Артуре австралийская общественность оказала поддержку пострадавшим, и были предприняты усилия, чтобы помочь жертвам и их семьям справиться с последствиями. Туристический объект Порт-Артура был закрыт на несколько недель после стрельбы, но в конце концов снова открылся, а на месте бывшего кафе Broad Arrow Café был построен новый ресторан. Место, где находилось само кафе, было превращено в «место для спокойных размышлений» с памятником и мемориальным садом, посвященным жертвам.
В течение нескольких лет после стрельбы проводились постоянные исследования и анализ, чтобы лучше понять события и улучшить процессы управления чрезвычайными ситуациями. Австралийский журнал по управлению чрезвычайными ситуациями опубликовал несколько статей о реакции на стрельбу и текущих процессах восстановления, включая исследование опыта социальных работников, которые работали с жителями, пострадавшими от нападения.
После бойни в Порт-Артуре в Австралии также были предприняты усилия по улучшению законов об оружии. В ответ на давление общественности правительство Австралии ввело более строгие меры по контролю за оружием, включая запрет на автоматическое и полуавтоматическое оружие, а также программу выкупа, чтобы изъять такое оружие из оборота.

### Ответ сообщества
После бойни в Порт-Артуре реакция общества также была значительной. Был создан общественный фонд для оказания помощи жертвам и их семьям. Кроме того, убийство Нанетт Микач и ее дочерей Аланны и Маделин вдохновило доктора Фила Уэста на создание Фонда Аланны и Маделин в память о них. Фонд поддерживает детей-жертв насилия и проводит национальную программу по борьбе с буллингом.
Возникли и художественные отклики как способ пережить нападение. В 1996 году австралийский композитор Питер Скалторп написал «Порт-Артур, In memoriam» для камерного оркестра, посвященное жертвам бойни и тем, кто живет с памятью о ней. Впервые это произведение было исполнено в июне того же года Тасманским симфоническим оркестром. Тасманский драматург Том Холлоуэй также обратился к теме резни в своей пьесе «За шеей», премьера которой состоялась в 2007 году.
Тасманский композитор Мэтью Дьюи в своей первой симфонии также затронул вопросы, поднятые массовым убийством. Это дело также освещалось в подкасте «Casefile True Crime Podcast» 11 февраля 2017 года. Эти художественные отклики свидетельствуют о влиянии, которое оказала бойня в Порт-Артуре на национальную психику, и о продолжающихся усилиях по переработке и примирению с событиями того дня.

### Споры о психических заболеваниях и эффекте подражания
Бойня в Порт-Артуре вызвала дискуссии о психических заболеваниях и потенциальном эффекте подражания массовым расстрелам. Доктор Пол Маллен, судебный психиатр, принимавший участие в ликвидации последствий бойни в Порт-Артуре, предположил, что освещение таких событий в СМИ может служить как инструкцией, так и стимулом для людей с дисфункциональными тенденциями имитировать подобные преступления. Он объясняет массовое убийство в Порт-Артуре, а также некоторые более ранние массовые убийства в Австралии и Новой Зеландии эффектом подражания.
Было установлено, что в Тасмании репортаж в программе о текущих событиях A Current Affair, вышедший в эфир за несколько месяцев до бойни в Порт-Артуре, побудил одного самоубийцу к самоубийству и мог способствовать ожиданию бойни. Внимание к преступнику, совершившему массовое убийство в школе Данблейн в Шотландии, которое произошло всего за несколько недель до бойни в Порт-Артуре, также, как полагают, послужило толчком к действиям Брайанта.
Потенциальная связь между массовыми расстрелами и психическими заболеваниями также стала предметом обсуждения. Некоторые защитники утверждают, что акцент на психических заболеваниях как причине массовых расстрелов может привести к стигматизации людей с психическими заболеваниями и отвлечь от решения других факторов, способствующих насилию с применением оружия.

### Реформа закона об оружии
После бойни в Порт-Артуре австралийцы были потрясены и ужаснулись, а политические последствия оказались значительными и долговременными. Федеральное правительство побудило правительства штатов ввести ограничения на доступность огнестрельного оружия, несмотря на то, что некоторые штаты, в частности, Тасмания и Квинсленд, в целом выступали против новых законов об оружии.
При координации федерального правительства все штаты и территории Австралии ограничили законное владение и использование самозарядных винтовок и самозарядных ружей, а также ужесточили контроль за их законным использованием любителями развлекательной стрельбы. Правительство инициировало схему обязательного "обратного выкупа", при этом владельцам выплачивались деньги в соответствии с таблицей оценок. Было сдано около 643 000 единиц огнестрельного оружия на сумму 350 миллионов долларов, которые были профинансированы за счет временного увеличения налога на Medicare, что позволило собрать 500 миллионов долларов.
Новые законы об оружии привели к значительному сокращению числа смертей и травм, связанных с оружием, в Австралии. Согласно исследованию, опубликованному в журнале Американской медицинской ассоциации в 2016 году, в период после принятия закона наблюдалось статистически значимое снижение числа случаев массовой стрельбы и числа самоубийств с применением огнестрельного оружия по сравнению с периодом до принятия закона. Исследование показало, что после введения новых законов об оружии в Австралии с 1997 по 2013 год, то есть в течение 16 лет, не было случаев массовой стрельбы.
Однако законы об оружии не остались без внимания, некоторые утверждали, что они ущемляют права личности и не всегда решают основные проблемы психического здоровья и насилия. Много дискуссий вызвал вопрос об уровне психического здоровья Брайанта. На момент совершения преступлений он получал пенсию по инвалидности на основании того, что является умственно отсталым. СМИ также подробно описывали его странное поведение в детстве. Он смог водить машину и получить оружие, несмотря на отсутствие лицензии на оружие или водительских прав.

## Расследование и судебное преследование
В ходе расследования полиции удалось установить причастность Мартина Брайанта к стрельбе благодаря ряду улик, включая показания очевидцев, результаты судебно-медицинской экспертизы и записи с камер наблюдения.
Очевидцы сообщили, что видели Брайанта в кафе Broad Arrow и других местах на исторической территории Порт-Артура в день стрельбы. Судебно-медицинская экспертиза, включая баллистическую, установила, что огнестрельное оружие, использованное при стрельбе, принадлежало Брайанту. Брайант также ранее угрожал насилием и страдал психическими заболеваниями.
Полиция также использовала записи с камер видеонаблюдения на месте преступления, чтобы отследить передвижения Брайанта в день стрельбы. На кадрах видно, как Брайант входит в кафе Broad Arrow с большой сумкой, в которой, предположительно, находилось огнестрельное оружие, использовавшееся при стрельбе. На кадрах также видно, как Брайант покидает место стрельбы на желтом автомобиле Volvo, который позже был найден разбитым и брошенным.
После ареста и предъявления обвинений Брайант первоначально признал себя невиновным. Однако позже он изменил свое признание вины и был приговорен к 35 пожизненным срокам без права на досрочное освобождение по обвинению в убийстве и 25 годам по другим обвинениям, которые будут отбываться параллельно. С 1996 года он находится в заключении в тюремном комплексе Рисдон.

## Наследие

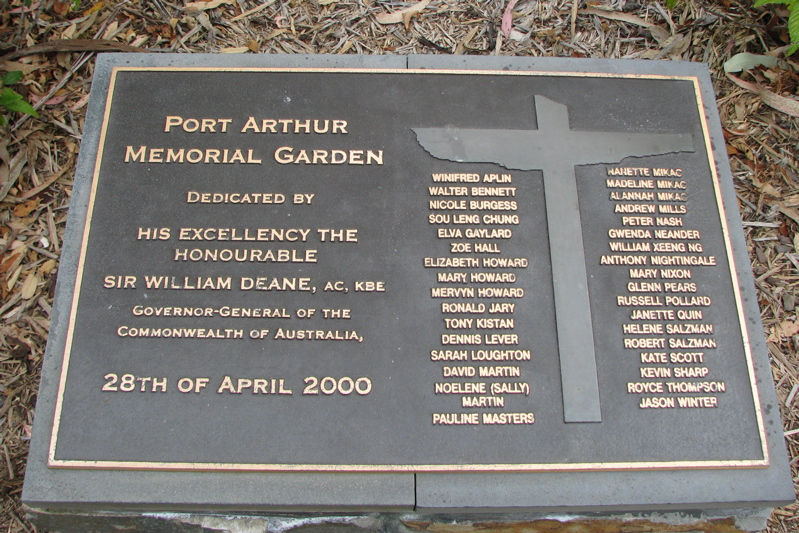
Мемориальная доска

Бойня в Порт-Артуре оставила неизгладимое наследие для тасманийской общины и страны в целом. Сразу же после нападения на этом месте была установлена мемориальная доска в память о жертвах. В 2000 году на месте бывшего кафе Broad Arrow был установлен памятник и мемориальный сад, который теперь служит «местом для спокойных размышлений». В память о двух сестрах Микач, погибших во время резни, был создан Фонд Аланны и Маделин, который продолжает оказывать поддержку детям-жертвам насилия и проводить программы против буллинга.
Политические последствия массового убийства также были значительными и долговременными, поскольку федеральное правительство заставило правительства штатов ввести ограничения на доступность огнестрельного оружия. Это привело к принятию строгих законов об оружии в Австралии, которые способствовали снижению числа смертей и массовых расстрелов в стране. Обязательная схема «обратного выкупа», инициированная правительством, привела к сдаче более 600 000 единиц огнестрельного оружия.
Наследие бойни в Порт-Артуре проявилось и в популярной культуре. Тасманский драматург Том Холлоуэй и композитор Мэтью Дьюи в своих произведениях обращались к событиям, а австралийский композитор Питер Скалторп написал произведение в память о жертвах. Резня также установила родственные связи между Порт-Артуром и шотландским городом Данблейн, где всего несколько недель назад произошел аналогичный случай.
В 2021 году вышел художественный фильм «Нитрам», основанный на событиях, приведших к резне в Порт-Артуре, и жизни преступника Мартина Брайанта. Фильм получил кинопремию CinefestOZ и вызвал дискуссии о долгосрочном влиянии массового убийства на тасманийское сообщество и необходимости дальнейших усилий по предотвращению подобных актов насилия.

### Русский
- Crime Library description Архивная копия от 28 марта 2015 на Wayback Machine (англ.)
- Биография Мартина Брайанта
- Итог Одиночества

### Английский
- Defence psychiatrist's analysis, November 1996
- Port Arthur News Archive
- The Alannah and Madeline Foundation
- Casefile True Crime Podcast – Case 45: Port Arthur – 11 February 2017
- The Port Arthur Massacre. — 2011-04-12. — ISBN 4253.